# Winhall
Winhall és una població dels Estats Units a l'estat de Vermont. Segons el cens del 2000 tenia 702 habitants.

## Demografia
Segons el cens del 2000, Winhall tenia 702 habitants, 310 habitatges, i 204 famílies. La densitat de població era de 6,2 habitants per km².
Dels 310 habitatges en un 24,2% hi vivien nens de menys de 18 anys, en un 56,5% hi vivien parelles casades, en un 5,8% dones solteres, i en un 33,9% no eren unitats familiars. En el 24,8% dels habitatges hi vivien persones soles el 10% de les quals corresponia a persones de 65 anys o més que vivien soles. El nombre mitjà de persones vivint en cada habitatge era de 2,26 i el nombre mitjà de persones que vivien en cada família era de 2,66.
Per edats la població es repartia de la següent manera: un 17,2% tenia menys de 18 anys, un 5,8% entre 18 i 24, un 26,2% entre 25 i 44, un 30,9% de 45 a 60 i un 19,8% 65 anys o més.
L'edat mediana era de 45 anys. Per cada 100 dones de 18 o més anys hi havia 95 homes.
La renda mediana per habitatge era de 57.750 $ i la renda mediana per família de 65.000 $. Els homes tenien una renda mediana de 35.096 $ mentre que les dones 22.969 $. La renda per capita de la població era de 30.378 $. Entorn de l'1% de les famílies i el 4% de la població estaven per davall del llindar de pobresa.